# 20e cérémonie des Victoires de la musique
 (avril 2025).
Si vous disposez d'ouvrages ou d'articles de référence ou si vous connaissez des sites web de qualité traitant du thème abordé ici, merci de compléter l'article en donnant les références utiles à sa vérifiabilité et en les liant à la section « Notes et références ».
La 20e cérémonie des Victoires de la musique a lieu le 5 mars 2005 au Zénith de Paris. Elle est présentée par Jean-Luc Delarue, Michel Drucker, Guillaume Durand, Daniela Lumbroso et Nagui.

## Palmarès
Les gagnants sont indiqués ci-dessous en tête de chaque catégorie et en caractères gras.

### Groupe ou artiste interprète masculin de l'année

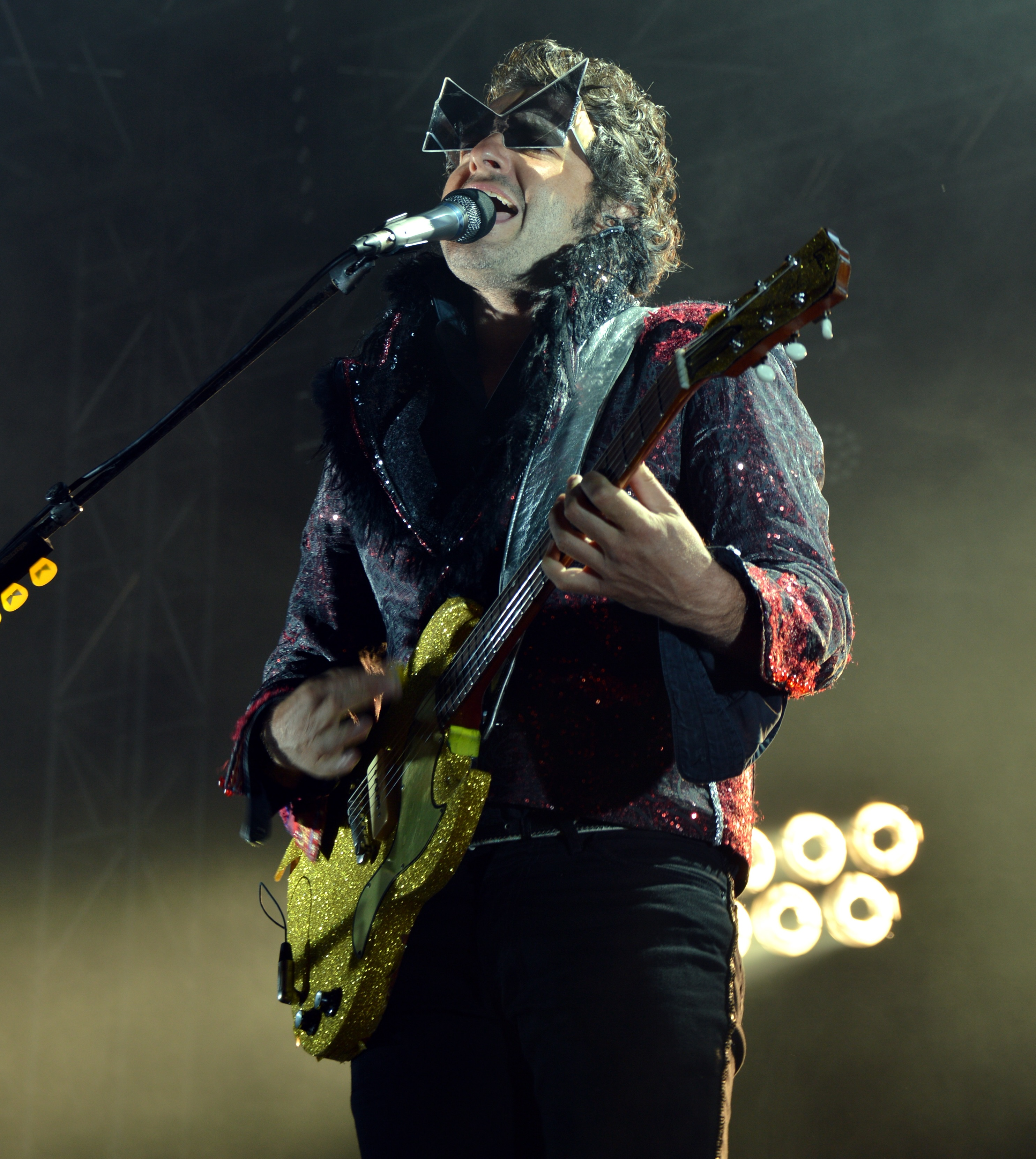
M, artiste masculin de l'année

- -M-
  - Cali
  - Calogero
  - Corneille

### Groupe ou artiste interprète féminine de l'année

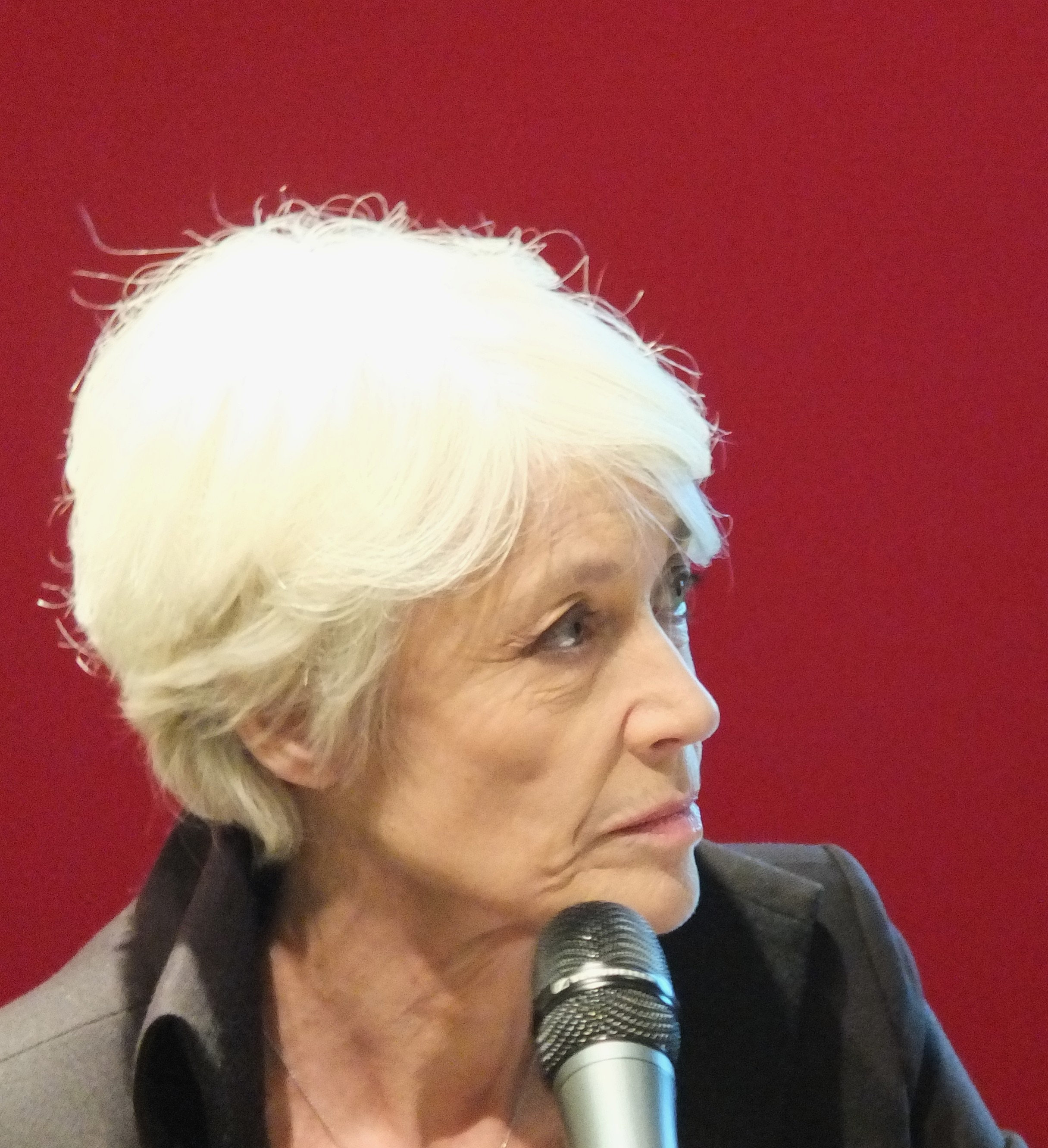
Françoise Hardy, artiste féminine de l'année

- Françoise Hardy
  - Keren Ann
  - Rita Mitsouko
  - Véronique Sanson

### Chanson originale de l'année
- Si seulement je pouvais lui manquer de Calogero (auteurs : Michel Jourdan, Julie d'Aimé - compositeurs : Calogero et Gioacchino Maurici)
  - Je m’appelle Jane de Jane Birkin et Mickey 3D (auteur - compositeur : Mickaël Furnon - arrangeur : Gonzales)
  - Pensons à l’avenir de Cali
  - Face à la mer de Calogero et Passi (auteurs : Passi et Alana Filippi - compositeurs : Calogero et Gioacchino Maurici)

### Album de chansons, variétés de l'année
- Qui de nous deux ? de -M-
  - Les Beaux Dégâts de Francis Cabrel
  - 3 de Calogero
  - Carnets de bord de Bernard Lavilliers

### Album pop, rock de l'année
- French Bazaar de Arno
  - La Tête en arrière de Luke
  - 1964 de Miossec
  - A bird on a poire de Jean-Louis Murat

### Album rap, hip-hop, r'n'b de l'année
- 16/9 de Nâdiya
  - Odyssée + de Passi
  - la Fierté des nôtres de Rohff
  - Bâtards sensibles de TTC

### Album reggae, ragga, world de l'année
- Dimanche à Bamako de Amadou & Mariam
  - Ktoz de Kassav'
  - Debout, les yeux ouverts de Sinsemilia
  - Bowmboï de Rokia Traoré

### Album de musiques électroniques, groove, dance de l'année
- Talkie Walkie d'Air
  - Guetta Blaster de David Guetta
  - I Com de Miss Kittin
  - Alphabetical de Phoenix

### Album de musique originale de cinéma ou de télévision de l'année
- les Choristes de Bruno Coulais, Christophe Barratier et Philippe Lopes-Curval
  - Clara et moi de Benjamin Biolay
  - Exils de Tony Gatlif et Delphine Mantoulet
  - Atomik Circus de The Little Rabbits et Vanessa Paradis

### Artiste ou groupe révélation du public de l'année

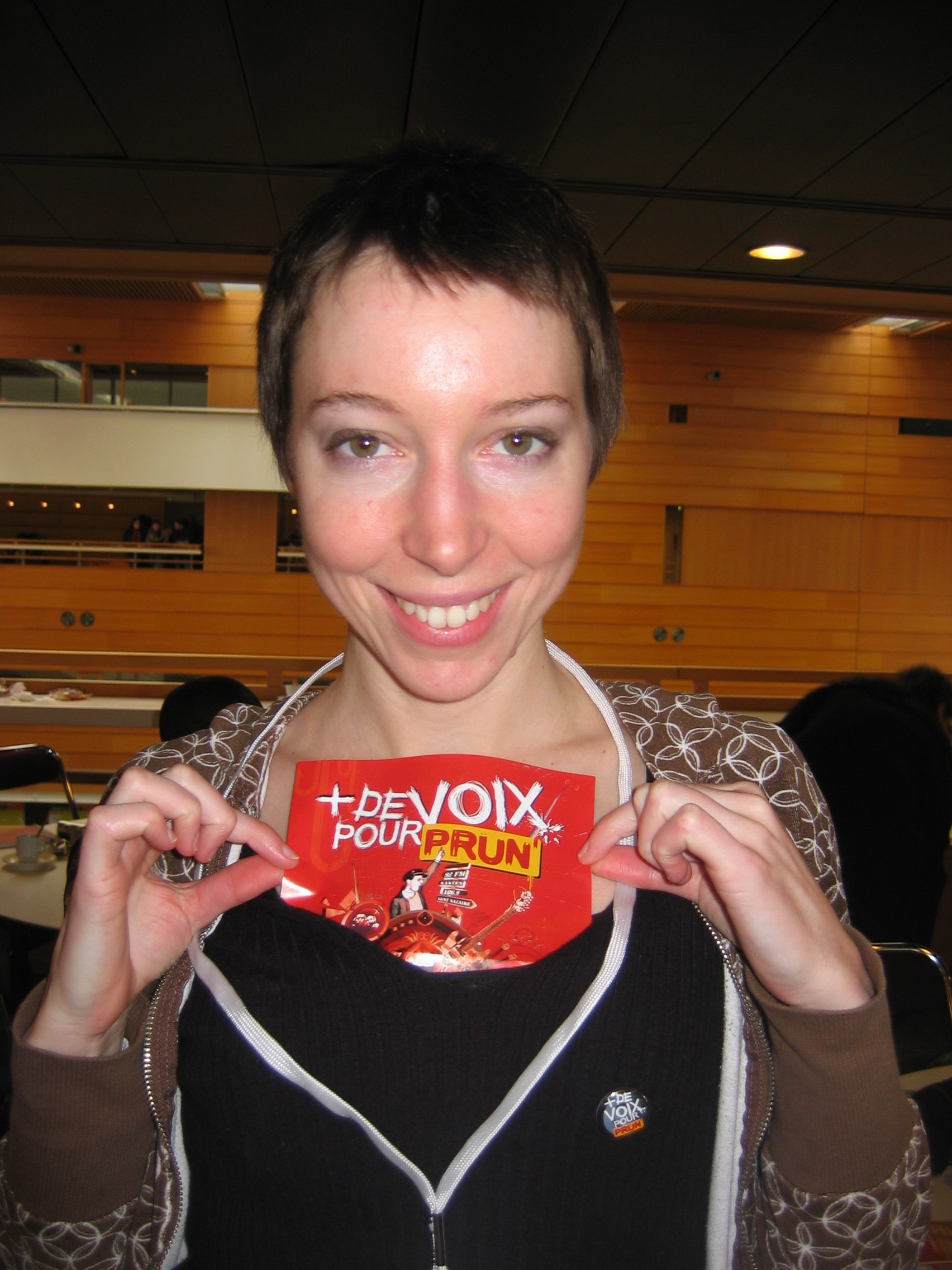
Jeanne Cherhal, révélation du public de l'année

- Jeanne Cherhal
  - La Grande Sophie
  - Luke
  - Nâdiya

### Groupe ou artiste révélation scène de l'année

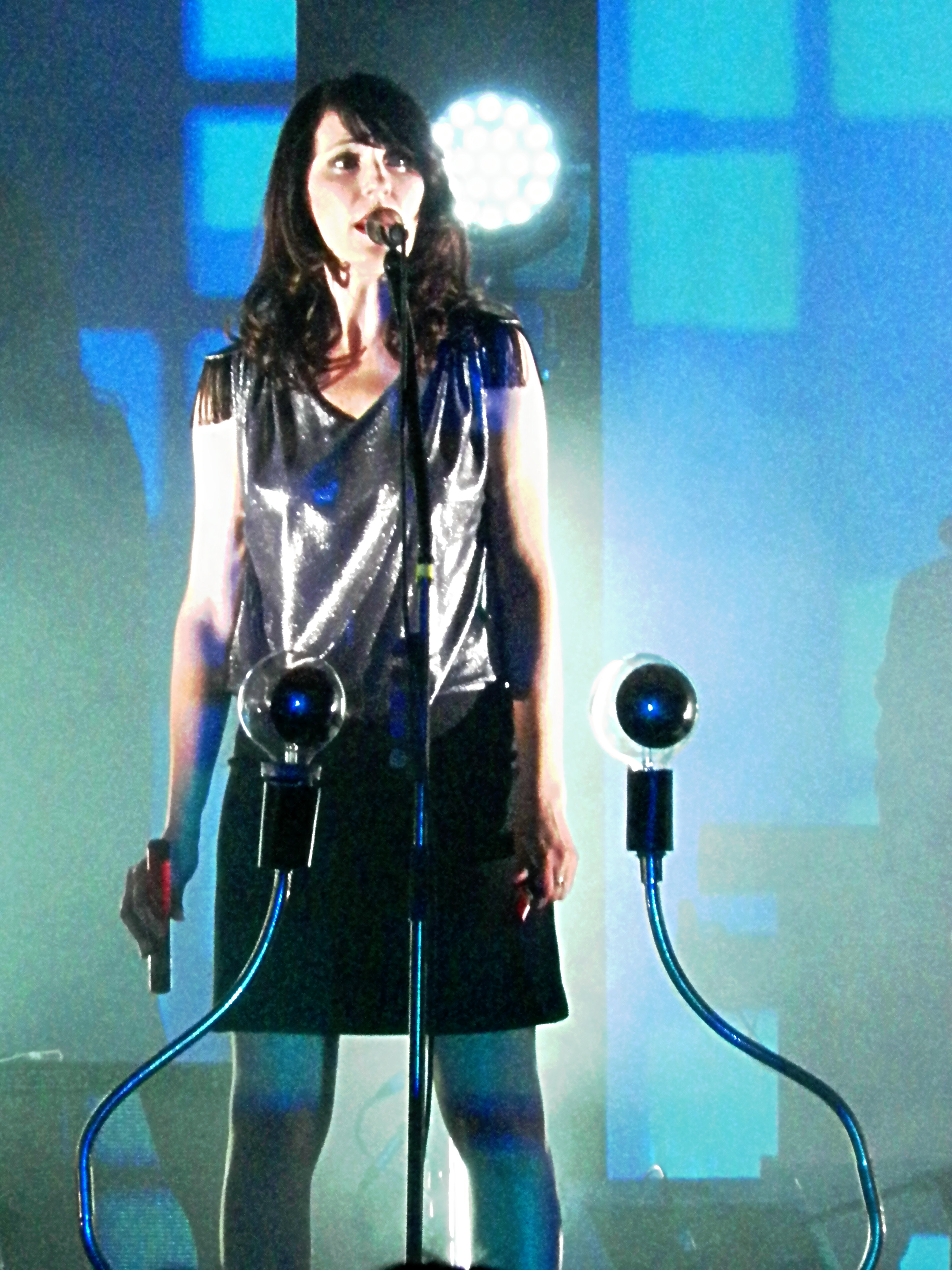
La Grande Sophie, révélation scène de l'année

- La Grande Sophie
  - Jeanne Cherhal
  - Luke
  - Olivia Ruiz

### Album révélation de l'année
- ex æquo: Crèvecœur de Daniel Darc et le Rêve ou la vie de Ridan
  - Douze fois par an de Jeanne Cherhal
  - Romane Serda de Romane Serda

### Spectacle musical, tournée ou concert de l'année
- -M- à l'Olympia et en tournée (production : Olympic Tour)
  - Alain Bashung la Tournée des grands espaces au Bataclan, à l'Olympia et au Zénith (production : Garance Productions)
  - Cali au Bataclan et à la Cigale (production : Asterios Productions)
  - Sanseverino Sanseverino en concert à L'Élysée Montmartre et en tournée (production : Asterios Productions)

### Vidéo-clip de l'année
- Les Beaux Yeux de Laure d'Alain Chamfort (réalisateur : Bruno Decharme)
  - Seul au monde de Corneille (réalisateur : Maxime Giroux)
  - Ma mélodie de -M- (réalisateur : Cyril Houplain)
  - Mourir demain de Natasha St-Pier et Pascal Obispo (réalisateur : Fabrice Laffont)

### DVD musical de l'année
- Les Leçons de musique de -M- (réalisateur : Émilie Chedid)
  - la Cigale des grands jours de Thomas Fersen (réalisateur : Bruno Sevaistre)
  - Frenchy Tour d'Eddy Mitchell (réalisateur : Gérard Jourd'hui)
  - Fan de Pascal Obispo (réalisateurs : David Ungaro / Louis Leterrier / Fabrice Laffont)

## Victoire des victoires
Par ailleurs, quatre « Victoires des victoires » ont été décernées spécialement pour cette 20e édition, récompensant des lauréats des années précédentes :

### Victoires des Victoires de l'album
- Fantaisie militaire d'Alain Bashung

### Victoire des Victoires de la chanson originale
- Foule sentimentale d'Alain Souchon

### Victoire des Victoires de l'artiste féminine
- Mylène Farmer

### Victoire des Victoires de l'artiste masculin
- Jean-Jacques Goldman

## Artistes à nomination multiple
- -M- (5)
- Calogero (4)
- Cali (3)
- Luke (3)
- Jeanne Cherhal (3)
- Corneille (2)
- Passi (2)
- Nâdiya (2)
- Pascal Obispo (2)

## Artistes à récompenses multiples
- -M- (4)